# Halichaetonotus pleuracanthus
Halichaetonotus pleuracanthus is een buikharige uit de familie Chaetonotidae. Het dier komt uit het geslacht Halichaetonotus. Halichaetonotus pleuracanthus werd in 1926 voor het eerst wetenschappelijk beschreven door Remane. 